# Джонні Франк
Джонні Франк (нар. 8 червня 1990 року), також відомий як Bilmuri, — американський співак, автор пісень, музикант і продюсер. Він найбільш відомий як колишній вокаліст і ритм-гітарист гурту Attack Attack!. Він покинув гурт у 2010 році та створив новий гурт під назвою The March Ahead. У 2016 році він розпочав новий музичний проєкт під назвою Bilmuri. Франк також створював музику для таких виконавців, як Дейв Дейз і Джаррод Алонж.

## Раннє життя
Франк народився 8 червня 1990 року в Колумбусі, штат Огайо. Він виріс у Вестервіллі, штат Огайо. Він почав займатися музикою, коли вперше отримав гітару в шостому класі. У середній школі він зустрів і подружився з колишнім учасником Attack Attack! Калебом Шомо.

## Кар'єра

### 2005–2010: Attack Attack!
Франк разом з Ендрю Уайтінгом, Ніком Уайтом і Ендрю Ветцелем зустрів Остіна Карлайла під час гри в місцевих гуртах середньої школи, коли вони вирішили створити Attack Attack!. У листопаді 2008 року вони випустили дебютний студійний альбом Someday Came Suddenly на лейблі Rise Records. Альбом дебютував під номером 193 у Billboard 200, продавши 3600 копій за перший тиждень. Вони випустили однойменний другий студійний альбом 8 червня 2010 року. Альбом досяг 27 місця в Billboard 200. 10 листопада 2010 року Джонні Франк оголосив про відхід з гурту, щоб зосередитися на стосунках з Богом.

### 2011–2020: The March Ahead
У 2011 році Франк створив новий гурт з Майком Касвеллом під назвою The March Ahead. Гурт працював над демозаписами з продюсером Джої Стергісом, який також працював з Attack Attack!. 26 травня 2011 року вони випустили дебютний сингл «IRTS». Однойменний дебютний мініальбом вийшов 16 серпня. У вересні 2013 року гурт виступив в Університеті Ліберті, перш ніж Франк виступив перед аудиторією та відповідав на запитання. У 2014 році вони випустили кавер на пісню One Direction «Story of My Life». Наприкінці 2014 року відбулася прем’єра двох нових синглів: «Creation» та «Statues». Протягом 2015–2020 років гурт випустив кілька позаальбомних синглів.

### 2016 — дотепер: Bilmuri
У 2016 році Франк створив сольний проєкт під назвою Bilmuri. Назва — п'єса американського актора Білла Мюррея. Він випустив дебютний студійний альбом Jaguar Shark під Bilmuri у січні 2016 року. Пізніше він випустив однойменний студійний альбом 15 липня. У 2017 році Білмурі випустив два альбоми Frame і Banana. У серпні 2018 року він випустив альбом Taco. У вересні 2018 року вийшов кавер на пісню Owl City «Fireflies». У листопаді 2019 року Франк співпрацював із Шомо та випустив пародійну версію їхнього дебютного синглу з Attack Attack!, «Stick Stickly» під назвою «Thicc Thiccly». Сингл увійшов до альбому Bilmuri Rich Sips, який вийшов 17 грудня. У квітні 2020 року він випустив спільний альбом Muri and Friends, у якому його друзі співали пісні, які він написав для альбому. У листопаді 2020 року Bilmuri випустив альбом Eggy Pocket, у якому виступили Джон Месс з Dance Gavin Dance і Dayseeker. Він був представлений у пісні «Into the Sunset» Dance Gavin Dance у їх альбомі Afterburner. У 2022 році він випустив альбом Goblin Hours. Він також вирушив у тур Goblin Hours на підтримку випуску альбому. Bilmuri приєднався до Babymetal на Fox Fest у травні 2024 року. У червні 2024 року Франк підписав контракт із Columbia Records і випустив альбом American Motor Sports на цьому лейблі. Bilmuri приєднається до Sleep Token у європейському турі в листопаді 2024 року.

### 2016 — дотепер: Chayr
У 2016 році Франк разом із друзями створив акустичний гурт. 28 березня 2018 року вони випустили дебютний студійний альбом «Desk».

### Сольна кар'єра та співпраця
У червні 2014 року Франк випустив дебютний сингл «There's Always Hope» як сольний виконавець. Франк створював музику для місцевих гуртів, таких як We Are The Blog, Boys of Fall, Insomniac і The Following, а також співпрацював з такими відомими музикантами, як Дейв Дейз і Джаррод Алонж. Він також співпрацював з гуртами як-от Dance Gavin Dance і Make Me Famous. Він володіє студією звукозапису Johnny Franck Studios, де працював із понад 70 гуртами.

## Музичні стилі та впливи
Франк посилався на ранні впливи Enter Shikari та Forever the Sickest Kids. За його словами, йому сподобалося, як Enter Shikari поєднує танцювальну музику та гардкорні брейкдауни, і він хотів впровадити ці елементи в звучанні Attack Attack!. Він також додав деякі християнські теми до музики гурту перед тим, як покинув гурт. Стиль Bilmuri описували як постгардкор  і неоновий поппанк, з впливом хардкору та емо-музики. Bilmuri також включає музику lo-fi та інді-поп.

## Особисте життя
Він проживає у Вестервіллі, штат Огайо. Він віруючий християнин. Він проводить два вивчення Біблії: одне вдома, а інше в середній школі. Франк любить дивитися аніме і посилається на нього як натхнення для своєї музики.

## Дискографія
Attack Attack!
- Someday Came Suddenly (2008)
- Attack Attack! (2010)

The March Ahead
- The March Ahead (2011)

Bilmuri
- Jaguar Shark (2016)
- Bilmuri (2016)
- Letters (2016)
- Frame (2017)
- Banana (2017)
- Solid Chub (2018)
- Taco (2018)
- Wet Milk (2019)
- Rich Sips (2019)
- Muri and Friends (2020)
- Eggy Pocket (2020)
- 400Lb Back Squat (2021)
- Goblin Hours (2022)
- American Motor Sports (2024)

### Сингли
| Назва                       | Рік | Альбом |
| --------------------------- | --- | ------ |
| "There's Always Hope"       | rowspan="3" style="background: var(--background-color-interactive, #ececec); color: var(--color-base, #202122); vertical-align: middle; text-align: center; " class="table-na" \| Сингли поза альбомом |        |
| "Hold On, We're Going Home" | 2016 |        |
| "Army"                      | 2016 |        |

| Назва                                              | Рік  | Альбоми           |
| -------------------------------------------------- | ---- | ----------------- |
| "Sugar Pill" (Nathan Kane featuring Johnny Franck) | 2016 | Сингл без альбому |

### Гостьові виступи
| Назва                 | Рік  | Виконавець          | Альбом                  | Ref.   |
| --------------------- | ---- | ------------------- | ----------------------- | ------ |
| «I Am a Traitor»      | 2012 | Make Me Famous      | It's Now or Never       | [ 39 ] |
| «I'm So Scene 2.0»    | 2015 | Джаррод Алонж       | Beating a Dead Horse    | [ 40 ] |
| «Trigger Warning»     | 2016 | Sunrise Skater Kids | Friendville             | [ 41 ] |
| «Holy Smokin O's»     | 2016 | Boys of Fall        | Thank You & Goodbye     | [ 42 ] |
| «Enigma»              | 2016 | Boys of Fall        | Thank You & Goodbye     | [ 42 ] |
| «Into the Sunset»     | 2020 | Dance Gavin Dance   | Afterburner             | [ 43 ] |
| «Forgetting Yourself» | 2020 | A Legacy Left       | Keep Your Enemies Close | [ 44 ] |
| «Careless Whisper»    | 2021 | Джонатан Янг        | Young's Old Covers      | [ 45 ] |

### Інша діяльність
| Альбом                       | Рік  | Виконавець         | Посада                           | Ref.   |
| ---------------------------- | ---- | ------------------ | -------------------------------- | ------ |
| Arugments                    | 2011 | Another Hero Dies  | Продюсер, звукорежисер           | [ 46 ] |
| Indulgence: A Saga of Lights | 2014 | SycAmour           | Продюсер, звукорежисер           | [ 47 ] |
| Better Luck Tomorrow         | 2018 | Settle Your Scores | Продюсер, звукорежисер, зведення | [ 32 ] |
| Perspective                  | 2018 | Send Request       | Продюсер, звукорежисер, зведення | [ 32 ] |